# Kandersteg International Scout Centre

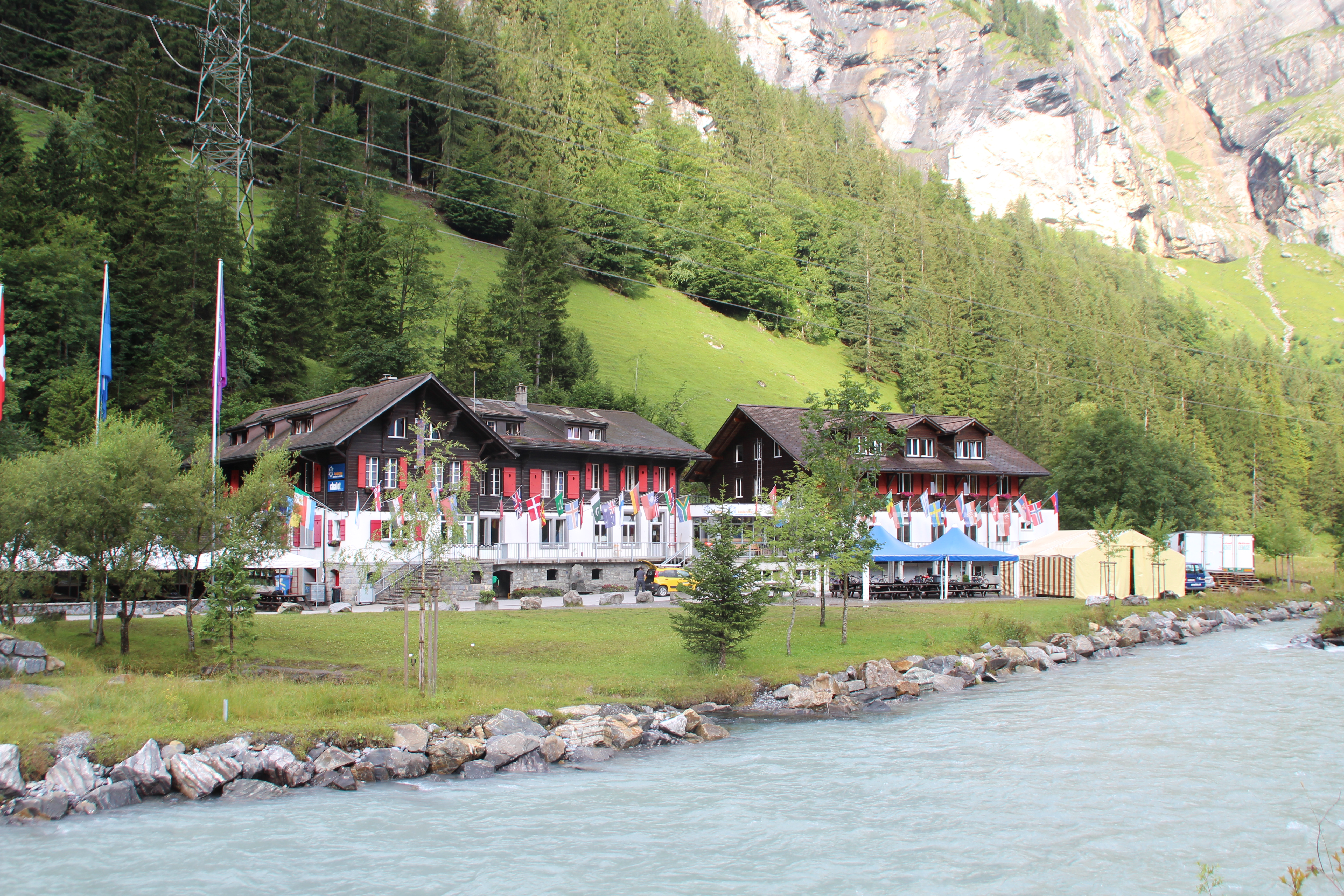
Hauptgebäude des Kandersteg International Scout Centre

Das Kandersteg International Scout Centre (KISC) ist ein internationales Pfadfinderzentrum im schweizerischen Kandersteg. Seit 1923 ist es Treffpunkt für Pfadfinderinnen und Pfadfinder aus aller Welt. Es ist das offizielle Weltzentrum der Weltpfadfinderorganisation World Organization of the Scout Movement (WOSM).

## Geographie
Das Zentrum liegt am südlichen Ortsrand von Kandersteg auf einer Höhe von rund 1190 m ü. M.. Während der Hauptsaison verbindet ein Bus den Bahnhof mit dem Zentrum. An der am Lager vorbeiführenden Lötschbergstrecke gibt es eine einfache Bedarfshaltestelle, die nur auf Verlangen bedient wird; im Publikumsfahrplan sind keine Halte vorgesehen.

## Geschichte
In den ersten fünfzehn Jahren nach der Gründung der Pfadfinderbewegung 1907 wuchs die Bewegung schnell. 1920, auf dem ersten World Scout Jamboree in London, sah Robert Baden-Powell den grossen Erfolg der Pfadfinderbewegung. Es entstand der Wunsch nach einem permanenten internationalen Treffpunkt, an dem sich Pfadfinder aus aller Welt treffen können. 1922 machte Walther von Bonstetten, der Pfadfinderführer der Schweiz, Urlaub im Ferienort Kandersteg, wo er ein altes leerstehendes Chalet sah. Es wurde 1908 als Arbeiterhaus bei den Bauarbeiten des Lötschbergtunnels errichtet, dessen nördliches Portal unweit des Pfadfinderzentrums liegt. Als die Bauarbeiten 1913 beendet waren, wurde das Haus von den Arbeitern verlassen und von der Eisenbahngesellschaft aufgegeben. Von Bonstetten dachte, dass dieser Ort der Treffpunkt sein konnte, von dem Baden-Powell geträumt hatte. Er schrieb ihm, um ihm mitzuteilen, was er gefunden hatte. Die Antwort war positiv, so dass im Februar 1923 die Scouts International Home Association gegründet wurde. Am 12. April 1923 wurden das Chalet und nahegelegene Grundstücke für die Summe von 15'100 Schweizer Franken gekauft.

## Mitarbeiter
1973 wurde Kurt Metz mit Unterstützung von Kenneth Macintosh und der US Foundation for International Scouting zum ersten hauptamtlichen Direktor ernannt. Seitdem ist das Mitarbeiterteam gewachsen und arbeitet das ganze Jahr über. Die Direktoren werden von stellvertretenden Direktoren und einem internationalen Team von Freiwilligen unterstützt, die zwischen drei Monaten und mehreren Jahren bleiben. Freiwillige Mitarbeiter werden je nach Jahreszeit in unterschiedlicher Anzahl rekrutiert, um bei der Verwaltung der Einrichtungen des Zentrums und der angebotenen Programme zu helfen. Im Folgenden ist eine Liste der KISC-Direktoren (mit ihrem Land) und dem Jahr, in dem sie die Aufgabe übernommen haben, aufgeführt:
- 1973: Kurt Metz (CH)
- 1978: Michael Mürwald (AT)
- 1982: Robert Agg (GB)
- 1984: Marc Lombard (CH)
- 1992: Aidan Jones (GB)
- 1996: John Moffat (GB)
- 2002: Miriam Hertzberg (NL)
- 2005: Mark Knippenberg (NL)
- 2011: Myriam Heidelberger (CH)
- 2015: Felipe Marqueis (BR)
- 2019: Jack Higgins (UK)
- 2024: Javier „Pani“ Petisco (ES)[2]

Die Farbe der Mitarbeiteruniform änderte sich früher jedes Jahr, aber ab 1989 wurde aus Rot Pink, und das blieb bis heute so. Seitdem werden die Mitarbeiter als „Pinkies“ bezeichnet. Neben ihren pinken T-Shirts und Sweatshirts tragen sie auch ein Halstuch, das ihren Pfadfinderhintergrund repräsentiert. Mitarbeiter müssen drei Bedingungen erfüllen: ein Mindestalter von 18 Jahren am ersten Arbeitstag, die Fähigkeit, sich auf Englisch zu verständigen, und die Mitgliedschaft in der World Organization of the Scout Movement oder der World Association of Girl Guides and Girl Scouts.
Bekannte Mitarbeiter sind unter anderem Eddie "The Eagle" Edwards, der in Kandersteg arbeitete und dort trainierte.

## Nutzung
Das KISC bietet im Sommer einen Zeltplatz sowie ganzjährig ein grosses Chalet und einen alten Turm mit Nebengebäuden als Übernachtungsmöglichkeiten. 2008 wurde die «Kander Lodge» eröffnet. Das Gebäude diente vorher in Mitholz als Baubüro- und Ausstellungsraum während der Bauzeit des Lötschberg-Basistunnels. Im Herbst 2008 wurde das Gebäude nach Kandersteg transportiert und umgebaut.
Das Pfadfinderzentrum hat jährlich etwa 12'000 Gäste aus über 40 Ländern; 2012 wurden 64’521 Übernachtungen registriert. Ein internationales Team, das überwiegend aus freiwilligen Pfadfinderinnen und Pfadfindern besteht, betreibt es und bietet den Gästen ein vielfältiges Programm an. Ein Verein mit rund 800 Mitgliedern fördert den Unterhalt und Ausbau.

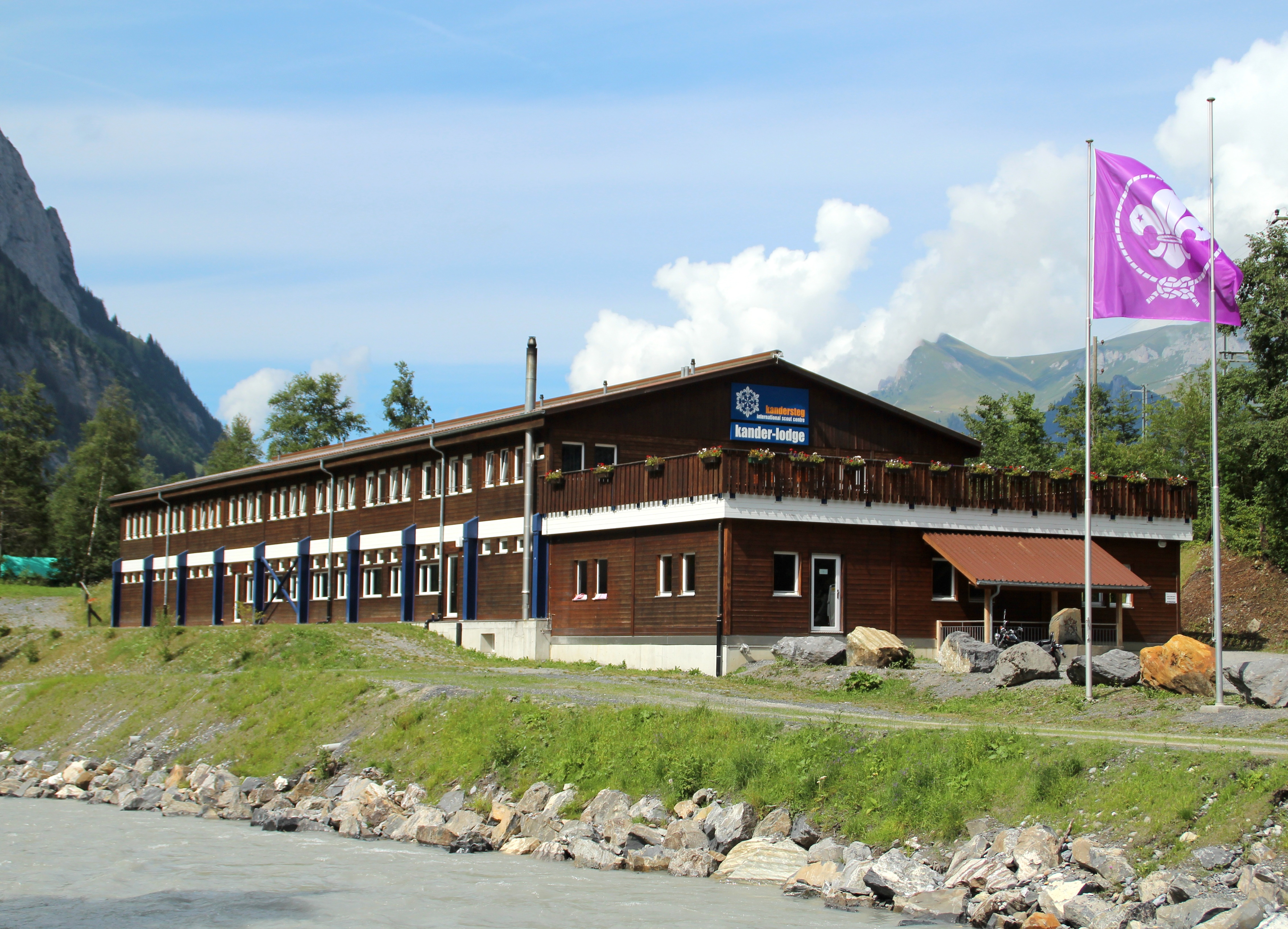
KanderLodge
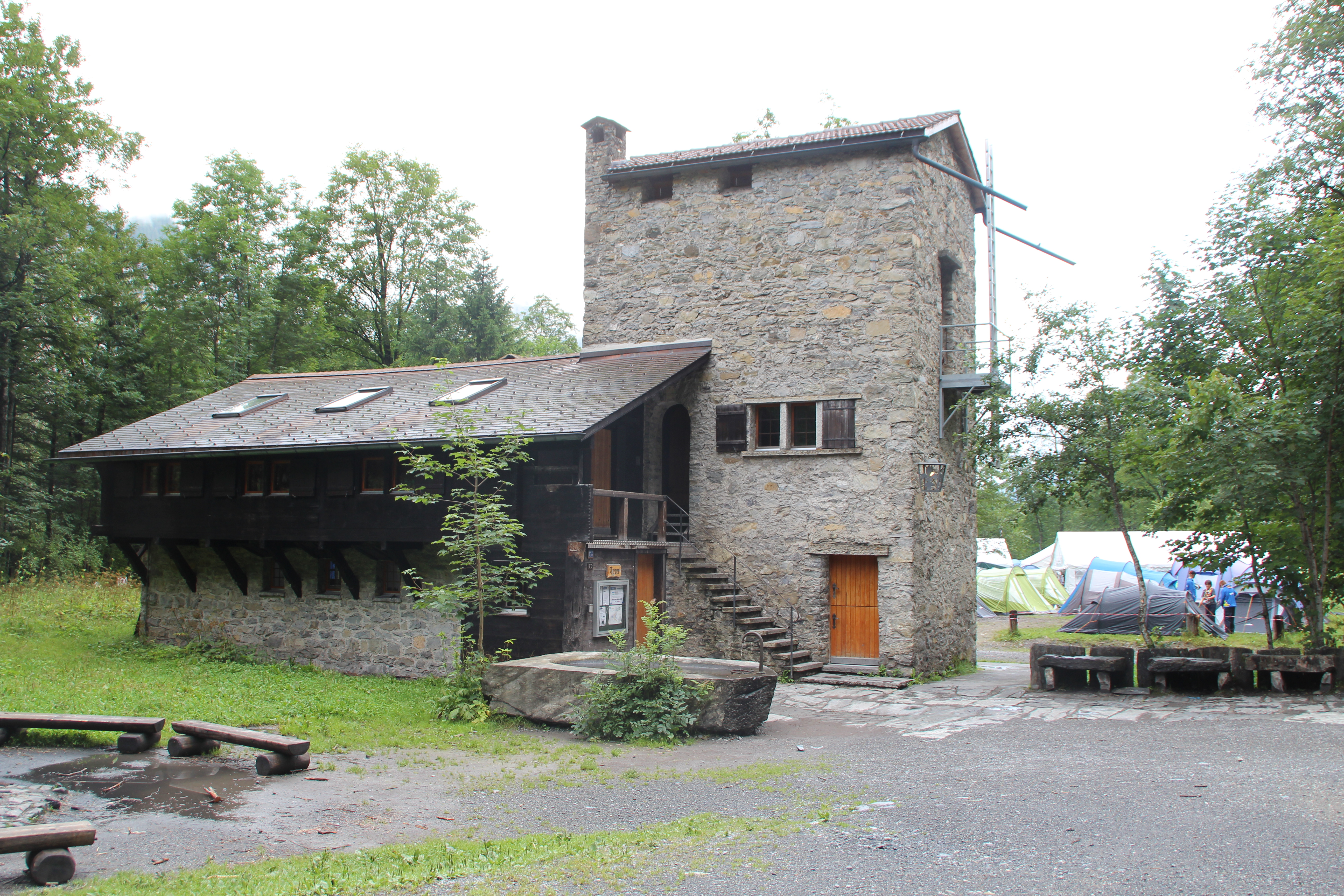
Tower beim Tunneleingang
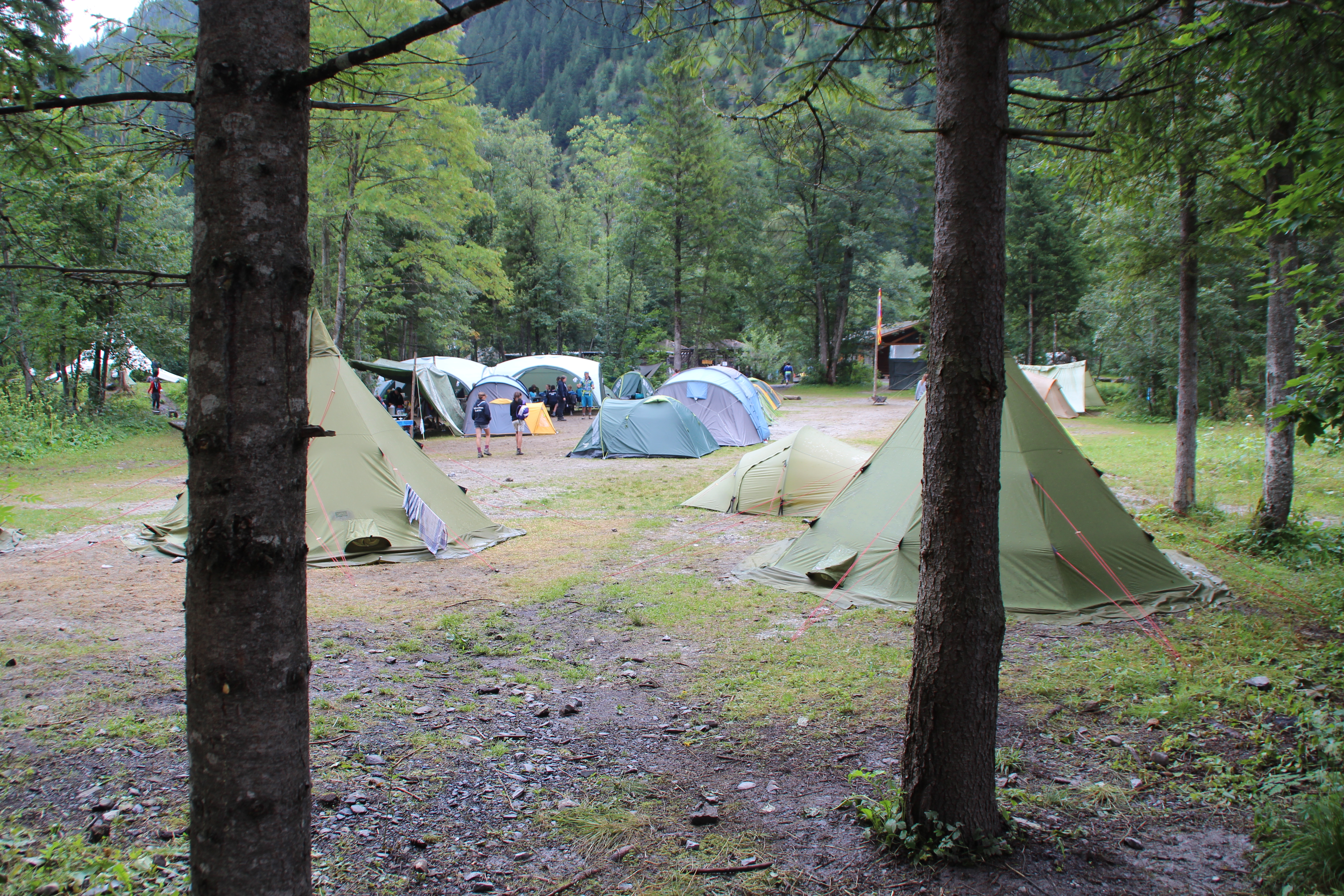
Camping
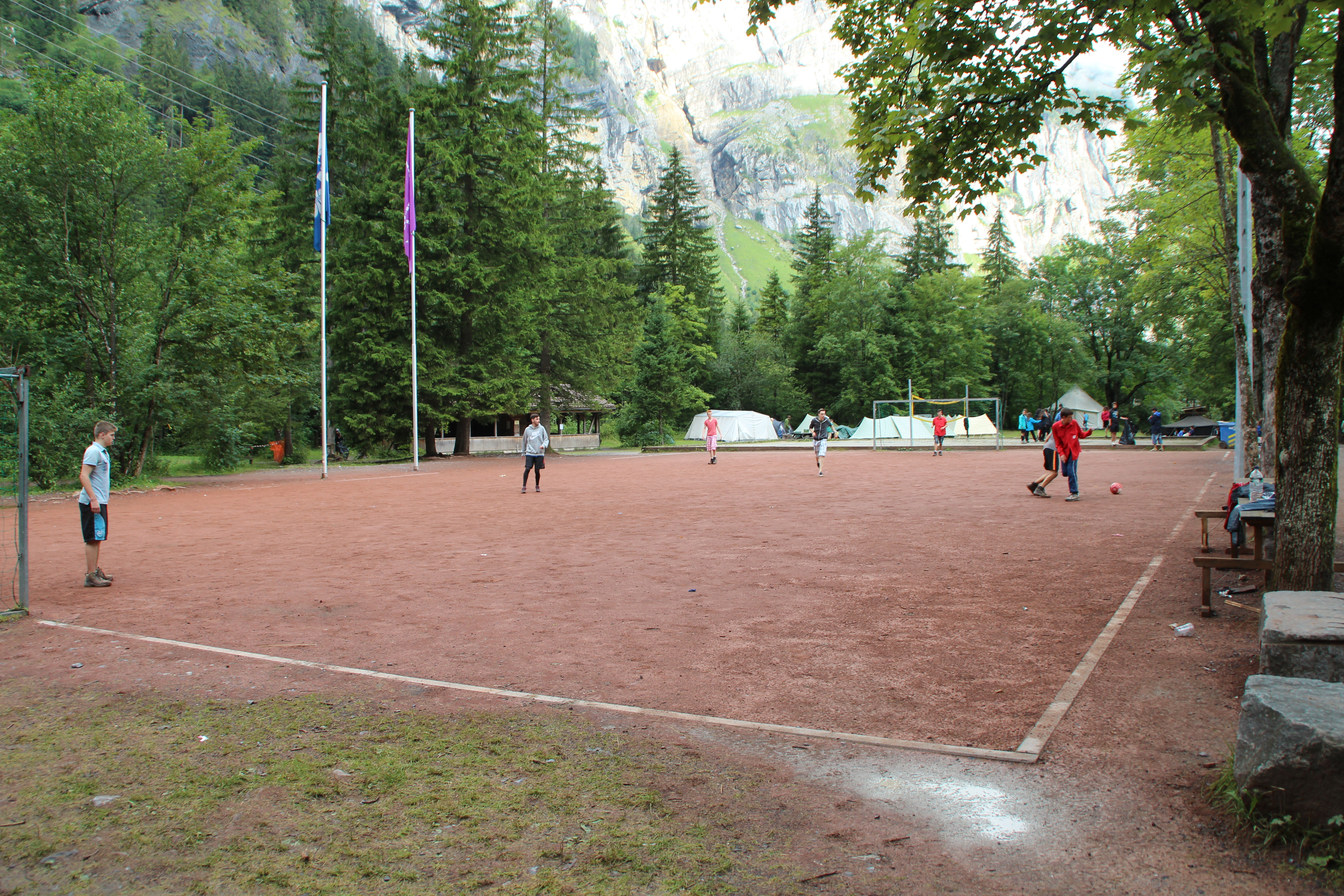
Spielplatz